# St. Sebastian (Wenigumstadt)

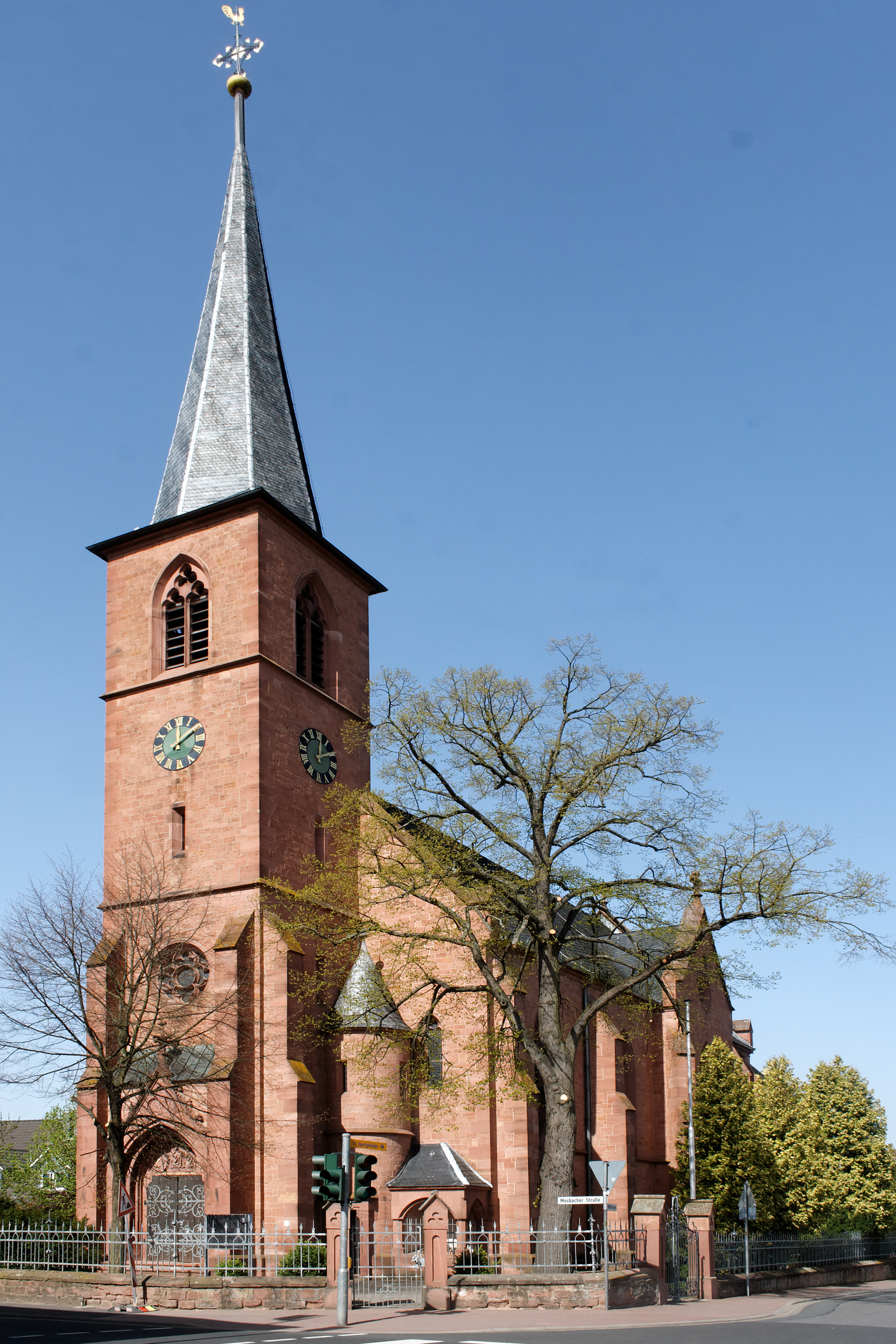
St. Sebastian in Wenigumstadt

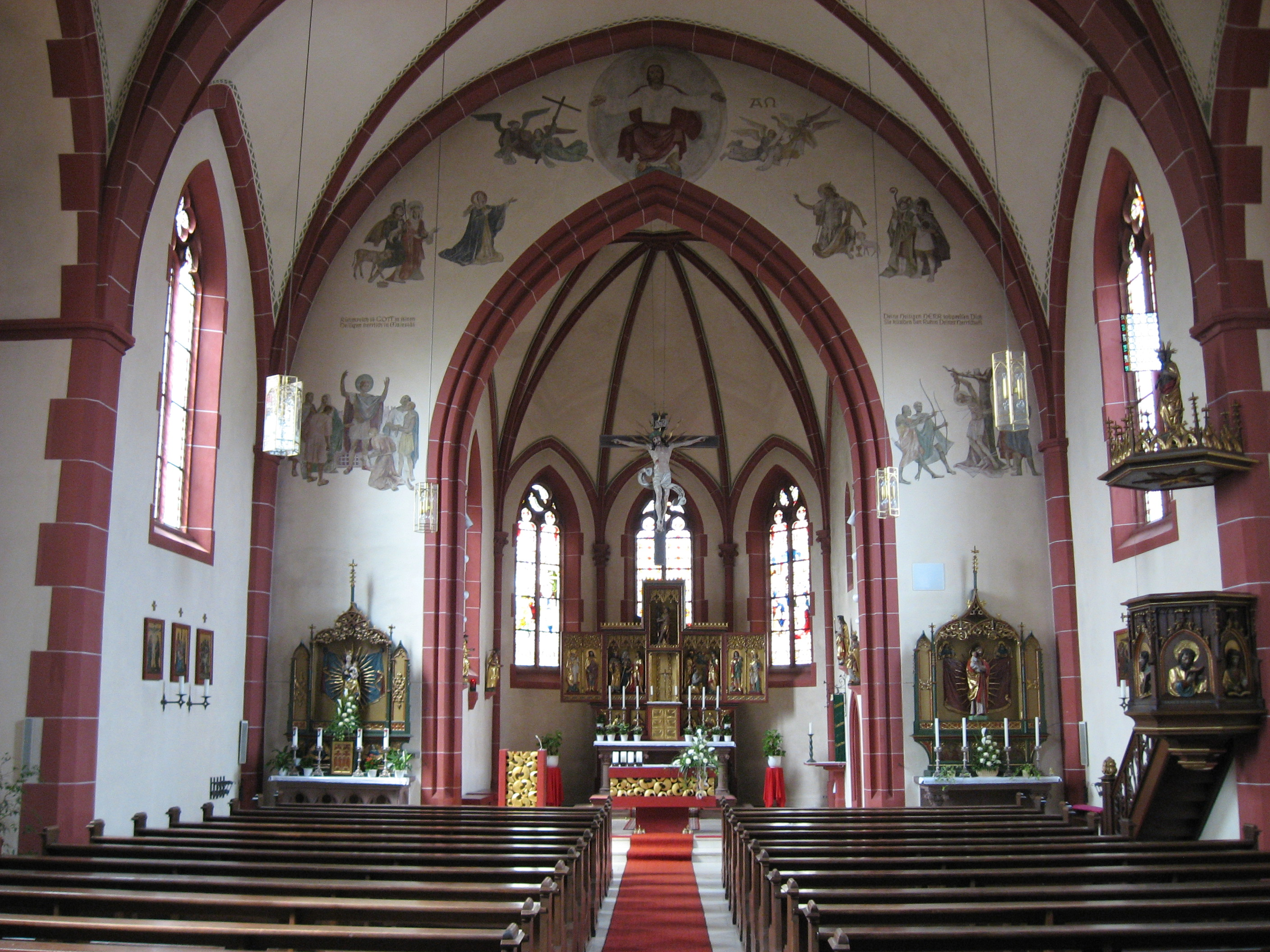
St. Sebastian in Wenigumstadt Innenraum

Die römisch-katholische, denkmalgeschützte Pfarrkirche St. Sebastian steht in Wenigumstadt, einem Gemeindeteil des Marktes Großostheim im Landkreis Aschaffenburg (Unterfranken, Bayern). Sie ist unter der Denkmalnummer D-6-71-122-135 als Baudenkmal in der Bayerischen Denkmalliste eingetragen. Die Pfarrei gehört zur Pfarreiengemeinschaft Regenbogen im Bachgau (Pflaumheim) im Dekanat Aschaffenburg-West des Bistums Würzburg.

## Beschreibung
Die neugotische Saalkirche wurde anstelle der zu kleinen und baufälligen Vorgängerin erbaut. Am 30. September 1900 wurde der Grundstein gelegt, am 4. August 1903 weihte Bischof Ferdinand Schlör die Kirche. Sie besteht aus dem Langhaus, an dessen Längsseiten Risalite ein Querschiff andeuten, dem eingezogenen Chor im Norden mit Fünfachtelschluss und einem Fassadenturm im Süden. Die Wände werden von Strebepfeilern gestützt. Das oberste Geschoss des mit einem achtseitigen, schiefergedeckten Knickhelm bedeckten Fassadenturms enthält den Glockenstuhl, das darunter liegende die Turmuhr. Der Innenraum von Langhaus und Chor sind jeweils mit einem Kreuzrippengewölbe überspannt. Die Statuen der Kirchenausstattung stammen u. a. von Heinz Schiestl und Josef Rifesser.

## Orgel

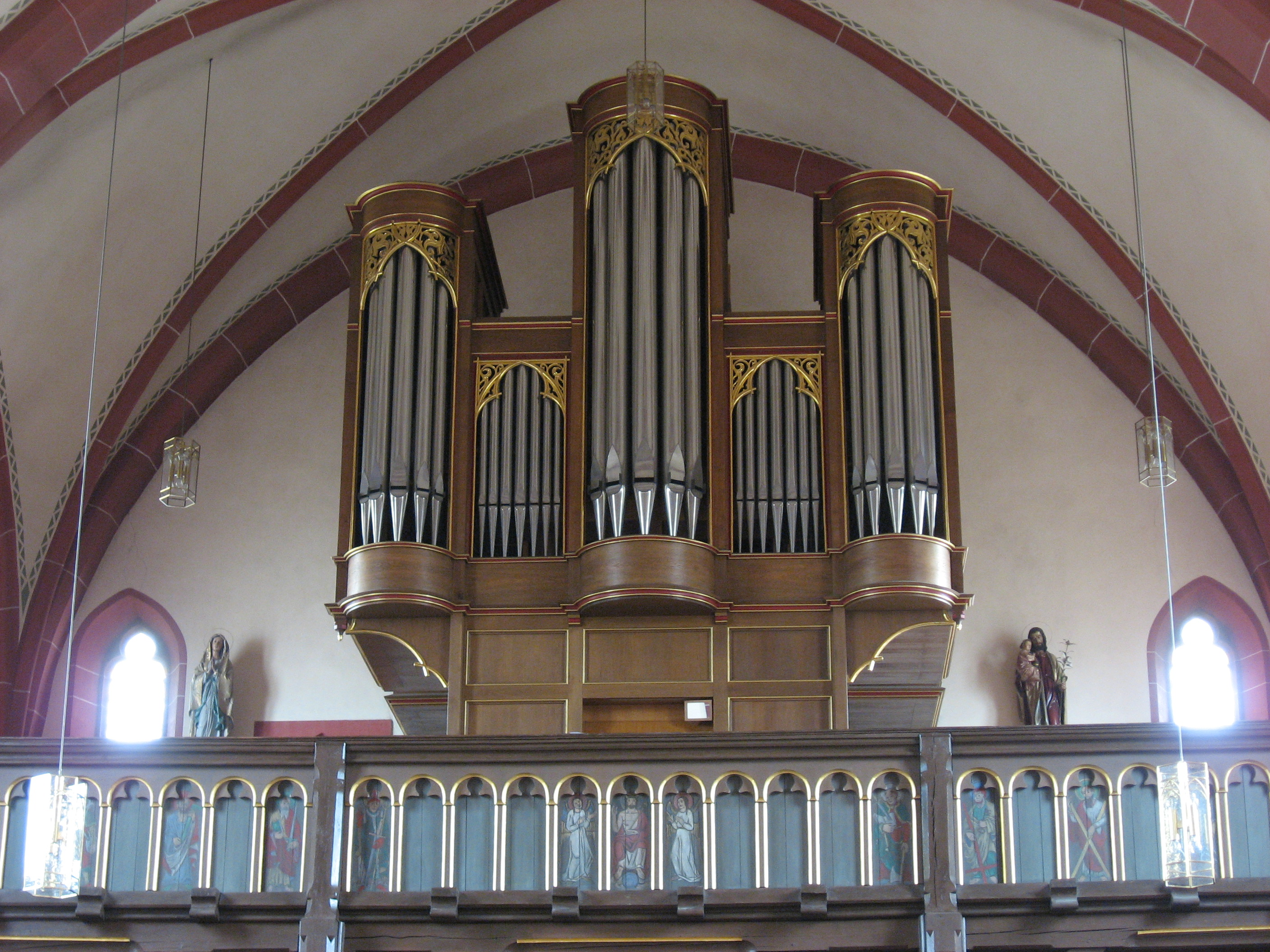
Vleugels-Orgel von 1985

Die Orgel auf der Empore im Süden hat 30 Register auf zwei Manualen und Pedal. Sie hat Schleifladen mit mechanischer Spiel- und elektrischer Registertraktur und wurde 1985 von Orgelbau Vleugels aus Hardheim gebaut. Das historische Orgelgehäuse um 1880 stammt aus Waibstadt bei Heidelberg.

| I Hauptwerk C–g3 |        |
| Bourdon          | 16′    |
| Principal        | 08′    |
| Flute Harmonique | 08′    |
| Rohrgedackt      | 08′    |
| Octave           | 04′    |
| Hohlflöte        | 04′    |
| Superoctave      | 02′    |
| Quinte           | 01 ⁄3′ |
| Cornet V         | 08′    |
| Mixtur IV        | 01 ⁄3′ |
| Trompete         | 08′    |

| II Schwellwerk C–g3 |         |
| Holzgedackt         | 08′     |
| Salicional          | 08′     |
| Voix Céleste        | 08′     |
| Principal           | 04′     |
| Rohrflöte           | 04′     |
| Nasard              | 02 ⁄3′  |
| Flageolet           | 02′     |
| Tierce              | 01 3⁄5′ |
| Larigot             | 01 ⁄3′  |
| Sifflet             | 01′     |
| Mixtur IV–VI        | 02′     |
| Dulcian             | 16′     |
| Hautbois            | 08′     |
| Tremulant           |         |

| Pedal C–f1   |     |
| Principalbaß | 16′ |
| Subbaß       | 16′ |
| Octavbaß     | 08′ |
| Gedecktbaß   | 08′ |
| Tenoroctave  | 04′ |
| Posaune      | 16′ |

- Koppeln: II/I, I/P, II/P
- Spielhilfen: 5 Setzerkombinationen
- Nebenregister: Nachtigall